# HD 52703
HD 52703，又名CD-33 3415，SAO 197475、HR 2641，是一颗恒星，视星等为6.4，位于銀經244.21，銀緯-12.77，其B1900.0坐标为赤經6h 57m 7.5s，赤緯-33° -12.77′ 34″。